# Turn- und Sportverein München von 1860 1995-1996
Questa voce raccoglie le informazioni riguardanti il Turn- und Sportverein München von 1860 nelle competizioni ufficiali della stagione 1995-1996.

## Stagione
Nella stagione 1995-1996 il Monaco 1860, allenato da Werner Lorant, concluse il campionato di Bundesliga all'8º posto. In Coppa di Germania il Monaco 1860 fu eliminato agli ottavi di finale dall'Homburg.

## Rosa
| N. |                     | Ruolo | Calciatore          |
| -- | ------------------- | ----- | ------------------- |
| 1  | Germania (bandiera) | P     | Bernd Meier         |
| 2  | Germania (bandiera) | D     | Alexander Kutschera |
| 3  | Germania (bandiera) | D     | Thomas Miller       |
| 4  | Croazia (bandiera)  | D     | Elvis Brajković     |
| 5  | Germania (bandiera) | C     | René Rydlewicz      |
| 6  | Germania (bandiera) | D     | Bernhard Trares     |
| 7  | Germania (bandiera) | C     | Horst Heldt         |
| 8  | Germania (bandiera) | C     | Manfred Schwabl     |
| 9  | Germania (bandiera) | A     | Olaf Bodden         |
| 10 | Polonia (bandiera)  | C     | Piotr Nowak         |
| 11 | Germania (bandiera) | A     | Bernhard Winkler    |
| 12 | Germania (bandiera) | P     | Rainer Berg         |
| 13 | Austria (bandiera)  | C     | Harald Cerny        |
| 14 | Germania (bandiera) | D     | Thomas Schmidt      |

| N. |                                 | Ruolo | Calciatore         |
| -- | ------------------------------- | ----- | ------------------ |
| 15 | Germania (bandiera)             | D     | Holger Greilich    |
| 16 | Germania (bandiera)             | C     | Jens Jeremies      |
| 17 | Bulgaria (bandiera)             | C     | Daniel Borimirov   |
| 19 | Germania (bandiera)             | C     | Gerhard Schmidt    |
| 20 | Serbia e Montenegro (bandiera)  | C     | Miroslav Stević    |
| 21 | Germania (bandiera)             | C     | Jens Dowe          |
| 22 | Germania (bandiera)             | D     | Matthias Hamann    |
| 23 | Germania (bandiera)             | A     | Thorsten Messinger |
| 24 | Germania (bandiera)             | P     | Christian Holzer   |
| 25 | Svizzera (bandiera)             | D     | Marco Walker       |
| 27 | Germania (bandiera)             | D     | Ronny Ernst        |
| 28 | Germania (bandiera)             | P     | Markus Lach        |
| 29 | Bosnia ed Erzegovina (bandiera) | C     | Ivica Grlić        |

## Organigramma societario
Area tecnica
- Allenatore: Werner Lorant
- Allenatore in seconda: Gino Lettieri
- Preparatore dei portieri:
- Preparatori atletici:

## Calciomercato

### Sessione estiva
| Acquisti | Acquisti         | Acquisti         | Acquisti |
| R.       | Nome             | da               | Modalità |
| -------- | ---------------- | ---------------- | -------- |
| D        | Ronny Ernst      | Dinamo Dresda    |          |
| D        | Marco Walker     | Basilea          |          |
| D        | Matthias Hamann  | Kaiserslautern   |          |
| C        | Daniel Borimirov | Levski Sofia     |          |
| D        | Holger Greilich  | Magonza          |          |
| C        | Ivica Grlić      | Bayern Monaco II |          |
| C        | Horst Heldt      | Colonia          |          |
| C        | Jens Jeremies    | Dinamo Dresda    |          |
| A        | Marek Leśniak    | Wattenscheid 09  |          |

| Cessioni | Cessioni              | Cessioni       | Cessioni |
| R.       | Nome                  | a              | Modalità |
| -------- | --------------------- | -------------- | -------- |
| A        | Guido Erhard          | Wolfsburg      |          |
| D        | Jens Keller           | Wolfsburg      |          |
| A        | Peter Pacult          | Austria Vienna |          |
| C        | Armin Störzenhofecker | Norimberga     |          |
| D        | Uwe Wolf              | Necaxa         |          |
| D        | Timur Yanyali         | İstanbulspor   |          |

### Sessione invernale
| Acquisti | Acquisti     | Acquisti         | Acquisti |
| R.       | Nome         | da               | Modalità |
| -------- | ------------ | ---------------- | -------- |
| C        | Harald Cerny | Wacker Innsbruck |          |

| Cessioni | Cessioni      | Cessioni          | Cessioni |
| R.       | Nome          | a                 | Modalità |
| -------- | ------------- | ----------------- | -------- |
| A        | Marek Leśniak | Uerdingen 05      |          |
| D        | Ralf Strogies | Kickers Stoccarda |          |

## Risultati

### Bundesliga

#### Girone di andata
| Arbitro: | Heynemann |

|                                                           |           |                    |
| Pröpper 40’ Scharping 48’ (rig.) Dammann 55’ Savichev 90’ | Marcatori | 38’, 82’ Borimirov |

| Arbitro: | Aust |

|              |           |                    |
| Borimirov 5’ | Marcatori | 51’ (rig.) Balăkov |

| Arbitro: | Casper |

|                                             |           |                              |
| Binz 48’ Okocha 50’ Böhme 62’ Bindewald 88’ | Marcatori | 53’ (aut.) Köpke 60’ Leśniak |

| Arbitro: | Weber |

|  |           |                         |
|  | Marcatori | 74’ Ziege 87’ Nerlinger |

| Arbitro: | Dardenne |

|                            |           |  |
| Basler 71’ (rig.) Vier 84’ | Marcatori |  |

| Arbitro: | Merk |

|                      |           |            |
| Winkler 4’ Nowak 76’ | Marcatori | 6’ Baumann |

| Arbitro: | Berg |

|           |           |            |
| Mulder 3’ | Marcatori | 85’ Trares |

| Arbitro: | Fröhlich |

|                               |           |            |
| Winkler 35’ (rig.) Bodden 75’ | Marcatori | 10’ Dražić |

| Arbitro: | Albrecht |

|                          |           |                          |
| Hartmann 51’ Albertz 56’ | Marcatori | 65’ Bodden 81’ Borimirov |

| Arbitro: | Wagner |

|               |           |            |
| Borimirov 76’ | Marcatori | 58’ Dundee |

| Arbitro: | Fleske |

|                       |           |  |
| Paßlack 11’ Wedau 25’ | Marcatori |  |

| Arbitro: | Steinborn |

|            |           |            |
| Bodden 37’ | Marcatori | 89’ Studer |

| Arbitro: | Pohlmann |

|                                 |           |  |
| Nowak 45’ Stević 68’ Bodden 85’ | Marcatori |  |

| Kaiserslautern 18 novembre 1995, ore 15:30 CET 14ª giornata | Kaiserslautern | 0 – 0 referto | Monaco 1860 | Fritz-Walter-Stadion (38 000 spett.)\| Arbitro: \| Aust \| |
| Arbitro:                                                    | Aust           |               |             |                                                            |

| Arbitro: | Malbranc |

|  |           |            |
|  | Marcatori | 68’ Chagas |

| Arbitro: | Heynemann |

|                            |           |             |
| Möller 33’, 78’ Berger 89’ | Marcatori | 23’ Winkler |

| Arbitro: | Kasper |

|                                                 |           |  |
| Leśniak 33’ Bodden 40’ Winkler 73’ Greilich 76’ | Marcatori |  |

#### Girone di ritorno
| Arbitro: | Krug |

|                              |           |  |
| Winkler 45’ (rig.) Nowak 59’ | Marcatori |  |

| Arbitro: | Steinborn |

|                     |           |                                  |
| Herzog 5’ Bobic 31’ | Marcatori | 15’ Winkler 21’ Bodden 74’ Nowak |

| Arbitro: | Weber |

|                           |           |            |
| Trares 27’, 44’ Cerny 86’ | Marcatori | 47’ Hagner |

| Arbitro: | Jansen |

|                                   |           |                        |
| Klinsmann 7’, 26’ Zickler 9’, 20’ | Marcatori | 33’ Bodden 64’ Winkler |

| Arbitro: | Aust |

|                    |           |                    |
| Winkler 19’ (rig.) | Marcatori | 75’ (rig.) Cardoso |

| Arbitro: | Fleske |

|                      |           |  |
| Kohn 47’ Goldbæk 80’ | Marcatori |  |

| Arbitro: | Habermann |

|             |           |                        |
| Winkler 27’ | Marcatori | 84’ (rig.) Anderbrügge |

| Arbitro: | Berg |

|             |           |             |
| Tonello 56’ | Marcatori | 57’ Winkler |

| Arbitro: | Fröhlich |

|                                                          |           |  |
| Heldt 26’ (rig.), 42’ Borimirov 68’ Trares 72’ Cerny 85’ | Marcatori |  |

| Arbitro: | Koop |

|            |           |           |
| Bender 33’ | Marcatori | 49’ Heldt |

| Arbitro: | Pohlmann |

|                 |           |                   |
| Bodden 46’, 54’ | Marcatori | 38’ (rig.) Meijer |

| Arbitro: | Best |

|  |           |                           |
|  | Marcatori | 42’ Bodden 72’, 82’ Nowak |

| Arbitro: | Merk |

|               |           |  |
| Decheiver 46’ | Marcatori |  |

| Arbitro: | Strampe |

|            |           |               |
| Bodden 33’ | Marcatori | 45’ Marschall |

| Arbitro: | Kasper |

|                        |           |            |
| Völler 22’ Kirsten 64’ | Marcatori | 72’ Bodden |

| Arbitro: | Heynemann |

|                 |           |                     |
| Bodden 68’, 80’ | Marcatori | 38’ Reuter 65’ Zorc |

| Arbitro: | Malbranc |

|  |           |                      |
|  | Marcatori | 81’ Nowak 90’ Stević |

### Coppa di Germania
| Arbitro: | Wezel |

|               |           |                                                           |
| Antunovic 61’ | Marcatori | 11’, 45’ Leśniak 22’ Schwabl 70’ Heldt 78’, 86’ Rydlewicz |

| Arbitro: | Best |

|                                                |           |            |
| Winkler 20’, 63’, 64’ Rydlewicz 23’ Stević 77’ | Marcatori | 87’ Okocha |

| Arbitro: | Prengel |

|                         |           |               |
| Stanic 22’ Nemsadze 69’ | Marcatori | 47’ Borimirov |

### Coppa Intertoto

#### Fase a gironi
| Arbitro: | Détruche |

|                   |           |            |
| Dimitrov 14’, 32’ | Marcatori | 83’ Bodden |

| 29 giugno 1996 2ª giornata |  | – Turno di riposo |  |  |

| Arbitro: | Prolic |

|                                     |           |  |
| Bodden 61’, 78’, 88’, 89’ Cerny 63’ | Marcatori |  |

| Arbitro: | Beusan |

|  |           |                     |
|  | Marcatori | 14’ Cerny 52’ Nowak |

| Arbitro: | Leduc |

|  |           |                 |
|  | Marcatori | 71’ Jishkariani |

## Statistiche

### Statistiche di squadra
| Competizione      | Punti | In casa | In casa | In casa | In casa | In casa | In casa | In trasferta | In trasferta | In trasferta | In trasferta | In trasferta | In trasferta | Totale | Totale | Totale | Totale | Totale | Totale | DR  |
| Competizione      | Punti | G       | V       | N       | P       | Gf      | Gs      | G            | V            | N            | P            | Gf           | Gs           | G      | V      | N      | P      | Gf     | Gs     | DR  |
| ----------------- | ----- | ------- | ------- | ------- | ------- | ------- | ------- | ------------ | ------------ | ------------ | ------------ | ------------ | ------------ | ------ | ------ | ------ | ------ | ------ | ------ | --- |
| Bundesliga        | 45    | 17      | 8       | 7       | 2       | 31      | 15      | 17           | 3            | 5            | 9            | 21           | 31           | 34     | 11     | 12     | 11     | 52     | 46     | +6  |
| Coppa di Germania | -     | 1       | 1       | 0       | 0       | 5       | 1       | 2            | 1            | 0            | 1            | 7            | 3            | 3      | 2      | 0      | 1      | 12     | 4      | +8  |
| Coppa Intertoto   | -     | 2       | 1       | 0       | 1       | 5       | 1       | 2            | 1            | 0            | 1            | 3            | 2            | 4      | 2      | 0      | 2      | 8      | 3      | +5  |
| Totale            | 45    | 20      | 10      | 7       | 3       | 41      | 17      | 21           | 5            | 5            | 11           | 31           | 36           | 41     | 15     | 12     | 14     | 72     | 53     | +19 |

### Andamento in campionato
| Giornata  | 1  | 2  | 3  | 4  | 5  | 6  | 7  | 8  | 9  | 10 | 11 | 12 | 13 | 14 | 15 | 16 | 17 | 18 | 19 | 20 | 21 | 22 | 23 | 24 | 25 | 26 | 27 | 28 | 29 | 30 | 31 | 32 | 33 | 34 |
| --------- | -- | -- | -- | -- | -- | -- | -- | -- | -- | -- | -- | -- | -- | -- | -- | -- | -- | -- | -- | -- | -- | -- | -- | -- | -- | -- | -- | -- | -- | -- | -- | -- | -- | -- |
| Luogo     | T  | C  | T  | C  | T  | C  | T  | C  | T  | C  | T  | C  | C  | T  | C  | T  | C  | C  | T  | C  | T  | C  | T  | C  | T  | C  | T  | C  | T  | T  | C  | T  | C  | T  |
| Risultato | P  | N  | P  | P  | P  | V  | N  | V  | N  | N  | P  | N  | V  | N  | P  | P  | V  | V  | V  | V  | P  | N  | P  | N  | N  | V  | N  | V  | V  | P  | N  | P  | N  | V  |
| Posizione | 18 | 15 | 16 | 18 | 18 | 17 | 17 | 14 | 13 | 13 | 16 | 15 | 12 | 12 | 13 | 14 | 11 | 9  | 9  | 9  | 9  | 9  | 10 | 10 | 10 | 9  | 9  | 8  | 5  | 7  | 8  | 8  | 9  | 8  |

Legenda:

Luogo: C = Casa; T = Trasferta. Risultato: V = Vittoria; N = Pareggio; P = Sconfitta.

### Statistiche dei giocatori
| Giocatore    | Bundesliga | Bundesliga | Bundesliga  | Bundesliga | Coppa di Germania | Coppa di Germania | Coppa di Germania | Coppa di Germania | Totale   | Totale | Totale      | Totale     |
| Giocatore    | Presenze   | Reti       | Ammonizioni | Espulsioni | Presenze          | Reti              | Ammonizioni       | Espulsioni        | Presenze | Reti   | Ammonizioni | Espulsioni |
| ------------ | ---------- | ---------- | ----------- | ---------- | ----------------- | ----------------- | ----------------- | ----------------- | -------- | ------ | ----------- | ---------- |
| R. Berg      | 2          | 0          | 1           | 0          | 0                 | 0                 | 0                 | 0                 | 2        | 0      | 1           | 0          |
| O. Bodden    | 31         | 14         | 8           | 2          | 1                 | 0                 | 0                 | 0                 | 32       | 14     | 8           | 2          |
| D. Borimirov | 25         | 6          | 2           | 1          | 3                 | 1                 | 0                 | 0                 | 28       | 7      | 2           | 1          |
| E. Brajković | 9          | 0          | 2           | 0          | 0                 | 0                 | 0                 | 0                 | 9        | 0      | 2           | 0          |
| H. Cerny     | 16         | 2          | 1           | 0          | 0                 | 0                 | 0                 | 0                 | 16       | 2      | 1           | 0          |
| J. Dowe      | 20         | 0          | 2           | 0          | 2                 | 0                 | 0                 | 0                 | 22       | 0      | 2           | 0          |
| G. Erhard    | 0          | 0          | 0           | 0          | 1                 | 0                 | 0                 | 0                 | 1        | 0      | 0           | 0          |
| H. Greilich  | 25         | 1          | 2           | 0          | 2                 | 0                 | 0                 | 0                 | 27       | 1      | 2           | 0          |
| I. Grlić     | 0          | 0          | 0           | 0          | 0                 | 0                 | 0                 | 0                 | 0        | 0      | 0           | 0          |
| M. Hamann    | 14         | 0          | 8           | 0          | 0                 | 0                 | 0                 | 0                 | 14       | 0      | 8           | 0          |
| H. Heldt     | 28         | 3          | 4           | 0          | 3                 | 1                 | 0                 | 0                 | 31       | 4      | 4           | 0          |
| C. Holzer    | 0          | 0          | 0           | 0          | 0                 | 0                 | 0                 | 0                 | 0        | 0      | 0           | 0          |
| J. Jeremies  | 29         | 0          | 9           | 1          | 3                 | 0                 | 0                 | 0                 | 32       | 0      | 9           | 1          |
| J. Keller    | 1          | 0          | 0           | 0          | 0                 | 0                 | 0                 | 0                 | 1        | 0      | 0           | 0          |
| A. Kutschera | 20         | 0          | 3           | 0          | 3                 | 0                 | 1                 | 0                 | 23       | 0      | 4           | 0          |
| M. Lach      | 0          | 0          | 0           | 0          | 0                 | 0                 | 0                 | 0                 | 0        | 0      | 0           | 0          |
| M. Leśniak   | 15         | 2          | 1           | 0          | 3                 | 2                 | 0                 | 0                 | 18       | 4      | 1           | 0          |
| B. Meier     | 33         | 0          | 2           | 0          | 3                 | 0                 | 0                 | 0                 | 36       | 0      | 2           | 0          |
| T. Messinger | 0          | 0          | 0           | 0          | 0                 | 0                 | 0                 | 0                 | 0        | 0      | 0           | 0          |
| T. Miller    | 28         | 0          | 4           | 0          | 3                 | 0                 | 0                 | 0                 | 31       | 0      | 4           | 0          |
| P. Nowak     | 27         | 7          | 2           | 0          | 2                 | 0                 | 0                 | 0                 | 29       | 7      | 2           | 0          |
| R. Rydlewicz | 28         | 0          | 5           | 0          | 3                 | 3                 | 1                 | 0                 | 31       | 3      | 6           | 0          |
| G. Schmidt   | 0          | 0          | 0           | 0          | 0                 | 0                 | 0                 | 0                 | 0        | 0      | 0           | 0          |
| T. Schmidt   | 2          | 0          | 0           | 0          | 0                 | 0                 | 0                 | 0                 | 2        | 0      | 0           | 0          |
| M. Schwabl   | 28         | 0          | 9           | 0          | 2                 | 1                 | 0                 | 0                 | 30       | 1      | 9           | 0          |
| M. Stević    | 20         | 2          | 4           | 0          | 2                 | 1                 | 0                 | 0                 | 22       | 3      | 4           | 0          |
| B. Trares    | 32         | 4          | 5           | 1          | 3                 | 0                 | 0                 | 0                 | 35       | 4      | 5           | 1          |
| B. Winkler   | 24         | 10         | 2           | 0          | 2                 | 3                 | 0                 | 0                 | 26       | 13     | 2           | 0          |